# カンムリガメ
カンムリガメ (Hardella thurjii) は、爬虫綱カメ目イシガメ科カンムリガメ属に分類されるカメ。本種のみでカンムリガメ属を構成する。

## 分布
インド北部、パキスタン南東部、バングラデシュのインダス川・ガンジス川・ブラマプトラ川水系

## 形態
最大甲長61センチメートル。オスよりもメスの方が大型になり、オスは最大でも甲長17.5センチメートル。背甲はドーム状に盛り上がり、第2椎甲板と第3椎甲板の継ぎ目（シーム）の部分で最も高くなる。背甲は細長い楕円形で、中央部よりやや後方で最も幅広くなる。椎甲板にはあまり発達しない筋状の盛りあがり（キール）があるが、成熟個体では椎甲板後部に瘤状の隆起を残すのみになる。背甲の色彩は暗灰色や暗褐色・黒で、縁甲板の外縁は黄色い。肋甲板と縁甲板のシームには黄色や薄橙色の明色斑が入る。腹甲の色彩は黄色や黄褐色で、甲板ごとに暗褐色や黒の暗色斑が1つずつ入る。
頭部は中型。吻端はあまり突出せず、上顎の先端は顕著に凹む。嘴の外縁は鋸状に尖り、咬合面は幅広い。これにより植物を噛み切り、細かくすることに適している。頭部や頸部の色彩は褐色や黒。左右に3本ずつ（吻端から眼上部を通り後方、上顎から後方、口角から後方にかけて）黄色い筋模様が入るが、この筋模様が破線状になる個体もいる。四肢や尾の色彩は黒や暗褐色で、四肢の外縁は黄色い。
卵は長径4.5 - 5.6センチメートル、短径2.8 - 3.6センチメートル。孵化直後の幼体は甲長5.4 - 6.2センチメートル。幼体は後部縁甲板の突起が明瞭だが、成長に伴い消失する。
オスの成体は腹甲の中央部がわずかに凹む。尾は太くて長く、尾をまっすぐに伸ばした状態では総排泄口全体が背甲の外側にある。
メスはオスに比べると背甲が幅広く甲高が高い。メスは腹甲の中央部が平坦か、わずかに突き出る個体もいる。尾は細くて短く、尾をまっすぐに伸ばした状態でも総排泄口全体が背甲よりも内側にある。

## 分類
インダス川水系の個体群を亜種インダスカンムリガメH. t. indiに分ける説もあったが、識別形態が不明瞭（肋甲板に破線状のキールがあるなど）で、成長に伴う形態の変化にすぎない可能性もある。形態の差異がわずかしかないことや、分子系統解析から亜種を認めない説もある。

## 生態
底質が泥で水生植物の繁茂した流れの緩やかな流水域を好むが、湖沼・三日月湖・池・湾処・運河などの止水域に生息することもある。乾季に干上がる一時的な水場や、河口や三角州といった汽水域に生息する事もある。水棲傾向が強く、乾季に水が干上がった場合や産卵を除いて上陸する事はまれ。乾季に水場が干上がると、陸伝いに別の水場に移動したり泥中に潜って乾燥をやり過ごす。水面に浮かびながら日光浴を行うこともある。
食性は植物食。キシュウスズメノヒエやCyperus属などを食べる。乾季の夕方に20頭ほどの個体が沼地に集まり、集団で採食をしていた例がある。
繁殖形態は卵生。4-7月に主に水深50 - 180センチメートルの浅瀬で、オスは前肢（人間でいう手の甲）をあわせて音を出し頭部をメスの頭部に摺り寄せて求愛する。基底が砂の場所に後肢で穴を掘り、1回に14 - 19個の卵を産む。メスは夜間に上陸して産卵に合った場所を探して、50 - 1,000メートルの距離を移動する。

## 人間との関係
生息地では卵も含めて食用とされることもある。
食用の乱獲などにより生息数は激減し、河川開発による生息地の破壊によっても生息数が減少していると考えられている。2013年にワシントン条約附属書IIに掲載された。
ペットとして飼育されることもあり、日本にも輸入されている。水場を広く取ったアクアテラリウムで飼育される。餌として野菜や果実、水草などを与える。飼育下では人工飼料にも餌付くが、植物質が多く含まれる植物食の魚類の配合飼料を与えることが望ましい。飼育下でオスや幼体は動物質を食べた例もある。メスは大型化するため、大型のケージが用意できない限り一般家庭での飼育には向かない。